# Pierre Rivard
Pour les articles homonymes, voir Rivard.
Pierre Rivard (né le 20 février 1967) est un acteur québécois.

## Biographie
Pierre Rivard est diplômé du Conservatoire d'art dramatique de Montréal, promotion 1993.

## Filmographie
- 1994: Les grands procès (série TV) : Rhéal-Léo Bertrand
- 1994 : Octobre : felquiste
- 1996 : Le Retour (série TV) : Julien Landry
- 1996 : Caboose : Paul
- 2000 : Chartrand et Simonne (série TV) : le bûcheron Gaétan
- 2000 : Hochelaga : boss des L.S. Riders
- 2001 : 15 février 1839 : Guillaume Levesque
- 2002 : Agent of Influence (TV) : Mario Beliveau
- 2003 : 1604 : Champlain
- 2005 : Trudeau II: Maverick in the Making (feuilleton TV) : René Lévesque
- 2006 : Cadavre exquis, première édition : Ned, le barman
- 2008 : En plein cœur : Benoît
- 2011 : 19-2 : Marc Chartier
- 2012 : Camion de Rafaël Ouellet : le chasseur